# Schäfertal

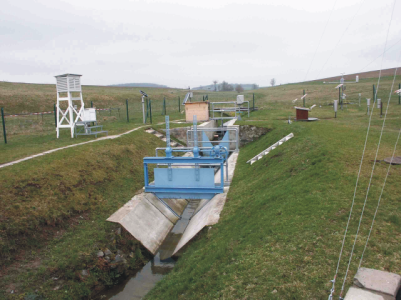
Überfallwehr mit meteorologischer Station

Das Schäfertal, auch Schäferbachtal oder Schäfergrund, ist das Tal, durch das der Schäferbach, ein Nebenfluss der Selke, fließt.

## Beschreibung
Das mittlere Geländegefälle beträgt 3,5°. Das Tal beginnt am Fitzgeroder Heimberg, etwa einen Kilometer östlich der Bachquelle, und reicht bis zur Bachmündung im Uhlenbach. Es hat die Form eines Muldentals und liegt nördlich von Siptenfelde. Das Tal im Raum Harzgerode ist Teil des Landschaftsschutzgebietes Harz.
Ein weiterer Bach fließt etwa 1 km nördlich vom Schäferbach, annähernd parallel zu diesem und mündet, nach einer Aufstauung 150 m vor der Mündung, ebenfalls im Uhlenbach.
Der höchste Punkt liegt bei 474 m ü. NN. Das Schäfertal liegt im Hauptleegebiet des Harzes, wobei Westwinde vorherrschen. Die mittlere Jahresniederschlagsmenge beträgt 630 mm/a, die mittlere Jahrestemperatur 6,9 °C (1973–2010). Das Klima ist leicht kontinental geprägt mit geringen Lufttemperaturen im Winter (Winter 2002 –20 °C, 2003 –24 °C) und vom frühen Herbst bis späten Frühjahr auftretenden Nachtfrösten. Dabei ist ein mehrmaliges Auftreten von Schneeschmelzen innerhalb eines Winters möglich.
Die maximale Talbreite von ca. 800 m wird etwa in der Mitte des Bachlaufs erreicht. Als Bodentyp ist Parabraunerde vorherrschend. Die Nutzung des Gebietes erfolgt vorrangig landwirtschaftlich (überwiegend Getreideanbau). Da der Schäferbach nicht genug Wasser führt, wird es teilweise aus dem Uhlenbach herangeführt. Etwa ein Zehntel der Fläche wird von Grünland (Bergwiesen), unter 5 % von Wald (fast vollständig Fichtenforst) bedeckt. Neben der südwestlichen Rand des Tals querenden Harzhochstraße liegen nur unbefestigte Versorgungswege für die Landwirtschaft im Tal. Diese liegen größtenteils südlich der Harzhochstraße, nur zwei Wege kreuzen den Bach (Stand 2000).

## Hydrologische Untersuchungen

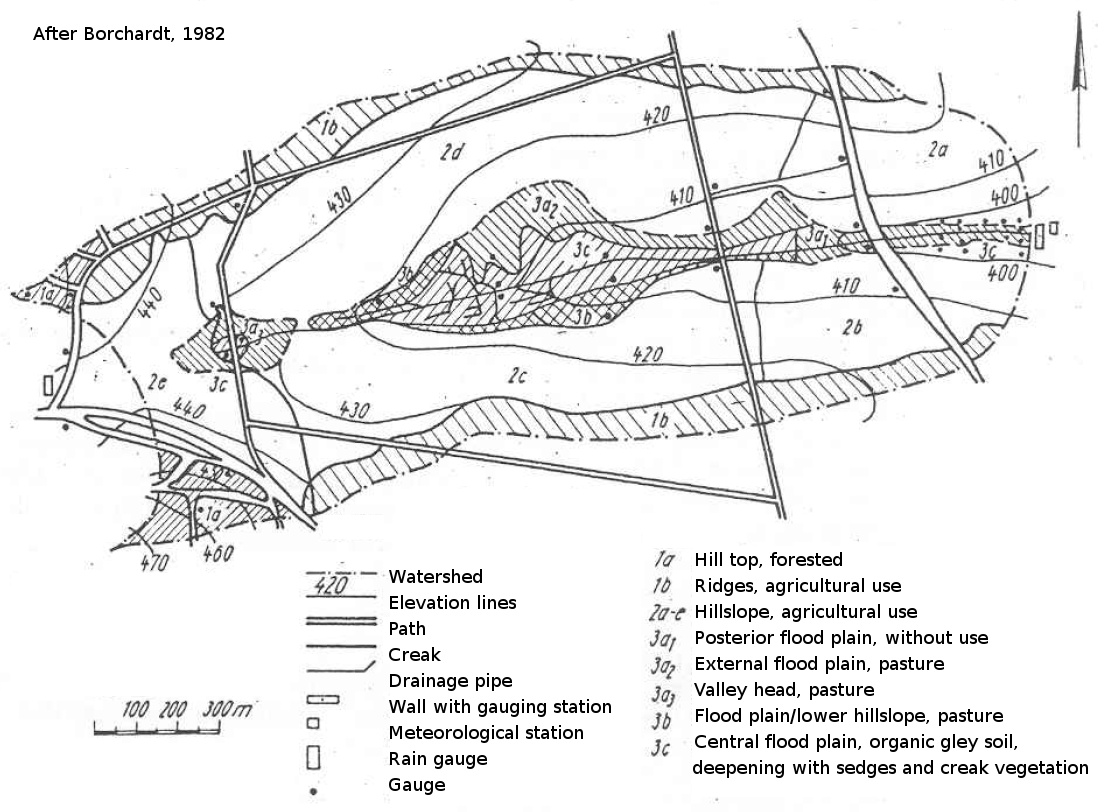
Schematische Darstellung des Schäfertals

Das Tal war bereits vielfach Ort hydrologischer Untersuchungen. Dafür wurde es bereits 1965 als Versuchsgebiet der Ingenieurschule für Wasserwirtschaft Magdeburg (heute Hochschule Magdeburg-Stendal, Fachbereich Wasser- und Kreislaufwirtschaft) ausgerüstet. Im Hydro-meteorologischer Messgarten erfolgen seit 1968 kontinuierliche Messungen. Das Repräsentativgebiet Schäferbach (hydrologisches Untersuchungsgebiet) reicht dabei vom Fitzgeroder Heimberg bis an Fließkilometer 1,755. Der Projektbereich Fluss- und Seenlandschaften des Helmholtz-Zentrum für Umweltforschung arbeitet hier eng mit dem Fachbereich Wasser- und Kreislaufwirtschaft der Hochschule Magdeburg/Stendal zusammen. Dabei werden u. a. Untersuchungen zu den oberirdischen und lateralen P-Flüssen aus dem Einzugsgebiet in das Gewässer vorgenommen. An den Forschungen beteiligt sich auch die Fachabteilung für Hydrologie und Wasserwirtschaft der Christian-Albrechts-Universität zu Kiel.